# Mèo vân hoa California
Mèo vân hoa California hay mèo trang kim California là một nòi mèo nhà có diện mạo gần giống như những loài thú rừng họ Mèo có đốm trên người, ví dụ như mèo rừng hay báo hoa mai. Nòi mèo này xuất hiện vào thập niên 1980 và từng là một nòi hiếm với giá cả rất đắt, từ 800 đến 2.500 Mỹ kim. Tuy nhiên, về sau, sự phát triển của hai nòi mèo đốm khác là mèo gấm Ocelot và mèo Bengal đã phần nào che mờ nòi mèo này.
Việc gây giống mèo vân hoa California được thực hiện bởi nhà nhân loại học Louis Leakey và nhà văn Paul Arnold Casey Jr. (Casey vừa qua đời ngày 23 tháng 4 năm 2007). Bức xúc trước nạn săn trộm loài báo đốm, nhất là sau khi nhìn thấy hình chụp những con báo bị săn trộm, Leakey đã đề nghị Casey nhân giống một nòi mèo có hình dạng giống như báo đốm, như vậy khi con người trở nên yêu thích loài mèo đốm này thì họ sẽ phát sinh tình cảm với loài báo đốm có diện mạo na ná như vậy. Thế là mèo vân hoa California ra đời.
Mặc dù có hình dạng giống như báo đốm hay mèo rừng, mèo vân hoa California là một nòi mèo nhà "trăm phần trăm". Nó là kết quả của việc lai giống nhiều nòi mèo khác nhau, tỉ như mèo Abyssinia, mèo lông ngắn Mỹ và mèo lông ngắn Anh.

## Lịch sử
Nòi mèo này được Paul Arnold Casey, Jr., một nhà biên kịch và nhà văn của Hollywood gây giống khi ông trở về nước sau chuyến đi công tác với Louis Leakey ở Tanzania vào thập niên 1970. Trong tiểu thuyết "Mở nắp quan tài" (Open The Coffin) của mình, Casay đã miêu tả về chuyến công tác ở châu Phi với Leakey cũng như những sự kiện dẫn đến việc ông gây giống nòi mèo hoa mai California.
Mục đích của việc gây giống là tạo ra một nòi mèo trông giống như báo đốm hay báo hoa mai, và vì vậy sẽ gây ra một ấn tượng về "báo hoa mai nuôi trong nhà". Một trong những động cơ việc tạo ra hình dạng giống báo hoa mai đó là khiến cho những người nuôi mèo sẽ không muốn động vào những bộ quần áo làm bằng da lông báo hoa mai vì nó trông giống như bộ lông của chú mèo cưng của họ.
Mèo vân hoa California được giới thiệu đến với công chúng trên trang bìa của bản danh mục Giáng sinh năm 1986 của công ty bán lẻ nổi tiếng Neiman Marcus.

## Hình dạng
Mèo vân hoa California trông thoáng qua giống như một con báo hoa mai thu nhỏ. Chúng có cơ thể thon dài, cơ bắp vạm vỡ và a low slung walk cùng với các đốm đen trên người. Loại đốm được ưa thích nhất là đốm tròn và hơi hơi có hình dạng tảng khối. Đốm tam giác, bầu dục hay vuông cũng có thể được chấp nhận. Màu lông của mèo vân hoa California có thể bao hàm các màu sau: đồng, vàng, xanh, nâu, than, đỏ, đen, bạc và trắng. Chúng có xương hàm dễ nhận thấy và râu dài, sáng màu. Mèo vân hoa California có diện mạo khá giống thú rừng, nhưng chúng là mèo nhà thuần chủng và rất thân thiện với con người.

## Tính tình
Mèo vân hoa California là loài mèo nhà thân thiện, dạn người, hay tò mò và rất trung thành với chủ. They are big on eye contact and being in on the action, chúng thích nằm trẹn những chỗ cao ngang tầm vai hay tầm mắt người để có thể quan sát được tình hình diễn ra xung quanh. Mèo con của nòi này có trí thông minh và khả năng thể chất tốt, dai sức và accidental acrobatics. Mèo vân hoa thích rình chụp và có kỹ năng săn mồi cực tốt, chúng cũng thích chơi những trò chơi có sự tham gia tích cực của chủ.